# Ribamar Fiquene
Ribamar Fiquene est une municipalité brésilienne située dans l'État du Maranhão.